# Джегинсы

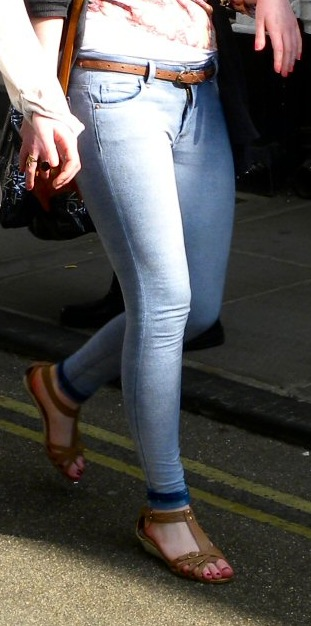

Дже́гинсы или дже́ггинсы (англ. jeggings) — разновидность брюк, представляющих собой нечто среднее между джинсами-стретч и легинсами (их часто называют легинсы из денима или джинсовые легинсы), встречаются модели с молнией в боковом шве. Как правило, изготовлены из тонкого эластичного денима или из ткани, очень его напоминающей. Появились в модных коллекциях сезона весна-лето 2009 года, а также осень-зима 2009—2010 года у таких дизайнеров как Джо Дээн (бренд Joe's).